# Børgefjell-Nationalpark
Der Børgefjell-Nationalpark (norwegisch: Børgefjell nasjonalpark, südsamisch: Byrkije nasjonalpark) ist Norwegens zweitältester Nationalpark. Am 9. August 1963 mit einer Fläche von rund 1000 km² gegründet und 1971 sowie 2003 erweitert, umfasst er heute ein geschütztes Gebiet von 1.447 km².
Der Park gehört zu den Kommunen Hattfjelldal, Grane, Namsskogan und Røyrvik, in den Provinzen Nordland und Trøndelag. Im Osten grenzt er an Schweden und im Norden an das Naturschutzgebiet Austre Tiplingan.
Das Nordland nasjonalparksenter, in der Gemeinde Saltdal an der E6, fungiert als Informationszentrum für alle Nationalparks in der Provinz Nordland und somit auch für den Børgefjell. Der nächste Nationalpark ist der 2009 gegründete Lomsdal-Visten-Nationalpark.

## Geographie, Geologie und Landschaft
Das Børgefjell ist Teil des Skandinavischen Gebirges, das sich vor rund 1,7 Milliarden Jahren, im Präkambrium bildete. Die vorherrschende Gesteinsart ist Granit bzw. Gneis.
Der Park erstreckt sich von 270 bis 1.699 moh. Die Landschaft gliedert sich auf natürliche Weise in drei Teile. Im Westen befindet sich eine Gebirgskette mit den höchsten Gipfeln des Parks. Hier befinden sich auch die höchsten Erhebungen, der 1.699 Meter hohe Kvigtinden und der 1.682 Meter hohe Golvertinden. Das Gebirge ist in diesem Teil von schwarzem Granit geprägt. Im Osten befindet sich ein etwas niedrigerer, weitgehend vegetationsloser Gebirgszug, geprägt von weitläufigen Moränen, der im Jetnamsklumpen (1.513 Meter) seinen höchsten Punkt erreicht. Dazwischen befindet sich ein flacherer und fruchtbarer Bereich mit sanften Hängen und vielen Seen und Bachläufen.
Die größten Seen sind der Simskardvatnet und der Orrevatnet. Zudem entspringen hier die Flüsse Jengelvassdraget, Vefsna und Namsen.

## Flora und Fauna

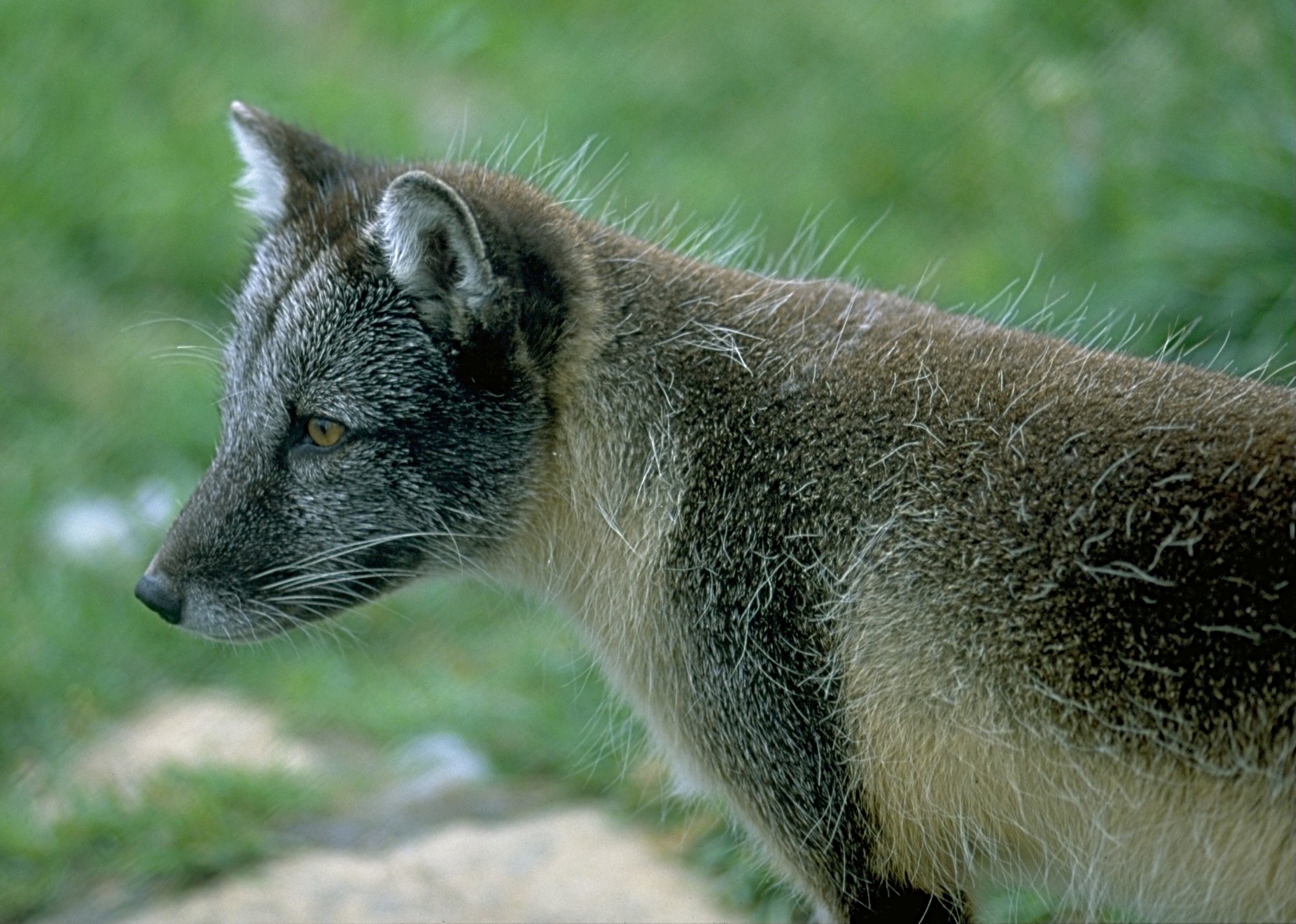
Der Nationalpark ist eines der wenigen Rückzugsgebiete des Polarfuchses in Norwegen

Etwa 300 verschiedene Pflanzenarten kommen im Park vor. Die Baumgrenze liegt bei 500–600 moh. Der Wald besteht zum Großteil aus Birken. Vereinzelt kommen auch Fichten und Kiefern vor.
Bekannt ist der Park für den Polarfuchs, der hier in nennenswerter Zahl vorkommt. Das am häufigsten vorkommende Raubtier ist allerdings der Vielfraß. Auch Luchse und Braunbären werden von Zeit zu Zeit im Park gesichtet. An kleineren Säugetieren leben im Park Rotfuchs und Polarfuchs, Mauswiesel, Baummarder und Hermeline. Der Park beherbergt darüber hinaus eine artenreiche Vogelwelt, die in den wasserreichen und dicht bewachsenen Böden des Tieflandes einen idealen Lebensraum findet. Der verbreitetste Greifvogel ist der Raufußbussard. Darüber hinaus ist der Park ein wichtiger Lebens- und Brutraum für Enten, Regenpfeifer, andere Wasser- und Watvögel und Greifvögel wie den Steinadler sowie Eulen wie die Schneeeule.

## Kulturerbe und heutige Nutzung
Das Børgefjell dient den Samen seit mindestens 500 Jahren als Weidegebiet für ihre Rentierherden. Diese wirtschaftliche Nutzung, inklusive der Errichtung von Gattern, ist durch die Verordnung zur Einrichtung des Parks ausdrücklich gestattet. Als älteste Beweise für die historische Bedeutung des Parks als Nutzland dienen Reste von Hütten, die den Samen als Schlafplätze dienten.